# Тісте (тамга)

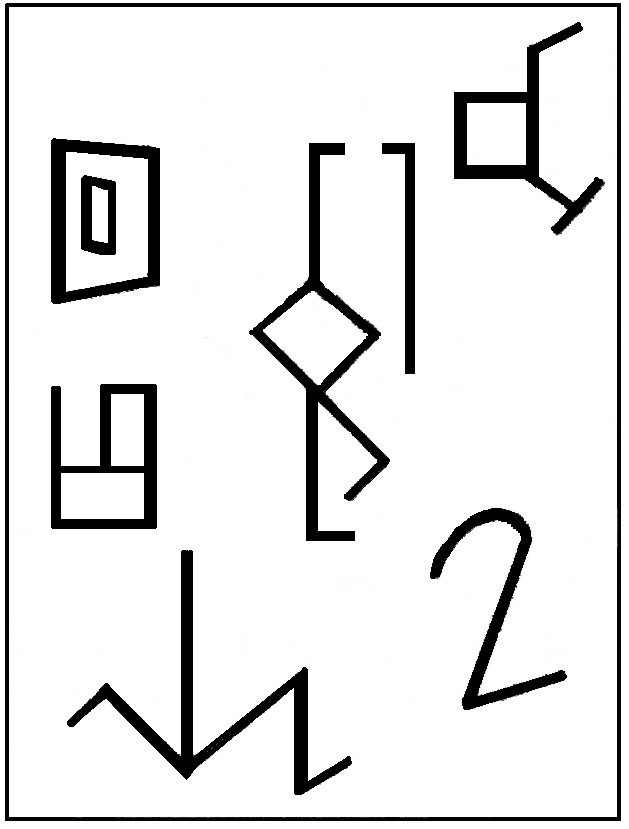
Приклади тісте

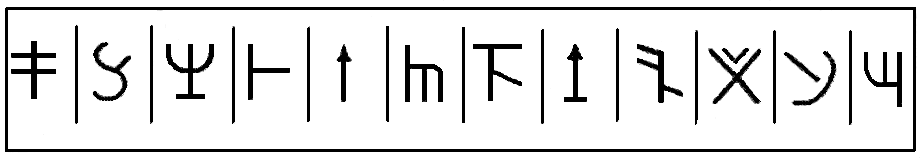
Приклади тісте

Тісте (лукомар. тисте; заст. рос. знамя) — родові знаки лугових та гірських марійців.

## Короткий опис
Спочатку тісте був знаком власності. Складався з декількох з'єднаних між собою кружків або рисок та ніс у собі спрощене зображення предметів (плуг, риба тощо). Пізніше став родовим знаком, змінювався при передачі в спадщину. Споріднений термін до ерзянського тешкс — «знак». Тотожний з удм. пус, комі пас, угор. rovásirás. Від тісте виникли знаки, якими записували на липових паличках борги та жертовне майно.
У сучасній луговомарійській мові словом тисте називають прапор.

## У переказах
Зберігся переказ про те, що марійський князь Буртек, який жив у XVI столітті в Марі-Малмижі, платив податки «турецькому цареві в Казані». Запис боргів проводився на паличках надрізами, особливими значками. Возили данину в Казань у шкіряних мішках.